# Rio Dourado (São Paulo)
O rio Dourado é um rio brasileiro do estado de São Paulo, pertence à bacia do rio Tietê, na localização geográfica, latitude 21º20'46" sul e longitude 49º42'10" oeste.                                                                           
Nasce no município de Pirajuí na localização geográfica, latitude -22.056189 e longitude -49.412262, próximo a localidade de Guaricanga cerca de três quilômetros da rodovia estadual SP-300.

## Percurso
Da nascente segue em direção noroeste (330º) do estado de São Paulo, sempre mais ou menos paralelo a rodovia SP-300 até Sabino onde desagua rio Tietê. 
O rio passa pelos municípios de: Pirajuí, Cafelândia,Guarantã, Lins e Sabino.

## Afluentes
- Margem esquerda:
  - Ribeirão Grande
  - Córrego Campestre

- Margem direita:
  - Não consta